# 岩中祥史
岩中 祥史（いわなか よしふみ、1950年11月26日 – ）は、編集者、出版プロデューサー、株式会社エディットハウス代表取締役。

## プロフィール
生まれは三重県志摩郡鵜方村（現・志摩市阿児町鵜方）だが、3か月後東京都練馬区、東京都武蔵野市に移り、小学校入学時に名古屋市北区へ。ややこしいので、「名古屋生まれ」で通している。
名古屋市立東志賀小学校、名古屋市立北陵中学校を経て愛知県立明和高等学校を卒業。1年間の浪人生活を経て東京大学教養学部文科III類に入学し、1976年に東京大学文学部第三類（語学文学分野）を卒業後、8年間の出版社勤務を経て、株式会社エディットハウスを設立、現在に至る。
また、『大ナゴヤ人元気会』事務局長を務める。地理マニア、スポーツ記録マニア、選挙マニアとしても知られる。新聞、雑誌への寄稿、講演も多い。

## エピソード
著書「中国人と名古屋人」において岩中は、内村鑑三が中国人と名古屋人を並べてこき下ろしていることを引用してChineseと名古屋人の共通点を論じている。
ところが内村が想定していた「中国」とはChinaではなく、中国地方の意味であり、内村の言う「中国人」とは「山陽地方や山陰地方に住む人々のことである。したがって、岩中のこの著書は前提が間違っている。
このように、岩中の論ずる「県民性」は恣意的なデータ選択でどのようにでも解釈できる反証不可能な疑似科学であることを岩中自身が証明している。
また、呉智英『真実の「名古屋論」』（人間社）、『真実の名古屋論 トンデモ名古屋論を撃つ』（ベスト新書）は岩中の考え方をきびしく批判している。

## 著書一覧
- 名古屋の謎だぎゃあ（大ナゴヤ人元気会との共同著作。ワニ文庫・1992年）
- まっぺん!　名古屋の謎だぎゃあ（ワニ文庫・1992年）
- 不思議の国の信州人（丸山一昭との共著。KKベストセラーズ・1994年）
- 中国人と名古屋人-内村鑑三はなぜ、中国人と名古屋人を並べてこきおろしたのか!? （はまの出版・1995年）
- 名古屋学（経営書院・1998年（単行本）、新潮文庫・2000年）
- 博多学（新潮文庫・2003年）
- 出身県でわかる人の性格 - 県民性の研究（草思社・2003年）
- 選挙だワッショイ！（バジリコ・2004年）
- 名古屋人と日本人（草思社・2005年）
- 名古屋人の商法（サンマーク出版・2005年）
- 恥知らずの英会話（バジリコ・2006年）
- 出身県仕事術（中央公論社・中公ラクレ・2006年）
- 都市の通信簿（草思社・2007年）
- 名古屋の品格（学習研究社・2008年）
- 札幌学（新潮社・2009年）
- 日本を変える「名古屋脳」（三五館・2009年）
- 広島学（新潮社・2010年）